# Хрониките на Амбър
„Хрониките на Амбър“ е фентъзи поредица от автора Роджър Зелазни. Действието в книгите от поредицата се развива във фантастичното кралство Амбър. Според книгите на Зелазни Амбър е единственият истински свят, който хвърля безброй сенки, т.е. паралелни светове, една от които е Земята. Само кралското семейство на Амбър може да пътува през Сенките, които се простират от Амбър до Хаос, другият основен полюс на вселената. Колкото повече се отдалечават сенките от Амбър, толкова по-различни стават те от истинския свят. Практически всичко, което човек може да си представи, съществува в някоя от сенките на Амбър.
В първите пет книги от поредицата главен герой е Коруин, един от деветимата сина на крал Оберон, краля на Амбър. В тях действието се развива основно около противоборството на принцовете и принцесите на Амбър, с цел качване на престола, след изчезването на крал Оберон. В следващите пет главен герой е Мерлин – син на Коруин и Дара, принцеса на Хаос. Той има двойно потекло и притежава както силите на Амбър, така и тези на Хаос. Действието се развива около съдбата на Мерлин след престоя му на сянката Земя, където избягва редица опити да бъде убит. Постепенно разбира, че тези опити не са на хора от Земята, а на Амбърити. Разследванията му постепенно го отвеждат до по-мащабна игра, в центъра на която неволно стои той. Играчите са силите на Амбър и Хаос, а залогът – съдбата на Вселената.
По книгите от поредицата са създадени няколко компютърни игри. В тях действието се развива най-вече в кралството Амбър. Първата компютърна игра по книгите на Роджър Зелазни е направена по действието в първия роман от серията – „Деветте принца на Амбър“.
В серията „Хрониките на Амбър“ влизат заглавията:
- Nine Princes in Amber (Деветте принца на Амбър) (1970)
- The Guns of Avalon (Оръжията на Авалон) (1972)
- Sign of the Unicorn (Знакът на Еднорога) (1975)
- The Hand of Oberon (Ръката на Оберон) (1976)
- The Courts of Chaos (Царството на Хаоса) (1978)
- Trumps of Doom (Козовете на съдбата) (1985)
- Blood of Amber (Кръвта на Амбър) (1986)
- Sign of Chaos (Знакът на хаоса) (1987)
- Knight of Shadows (Рицар на сенките) (1989)
- Prince of Chaos (Принц на Хаоса) (1991)